# سرقاط (جنس)
سُرقَاط (الاسم العلمي: Suricata)، جنس من النمسيات يستوطن في إفريقيا. أقدم أنواعه المعروفة هو السرقاط الكبير المنقرض الذي عاش منذ حوالي 1.8 مليون سنة في جنوب إفريقيا. النوع الوحيد الذي على قيد الحياة هو سرقاط سرقاط (Suricata suricatta).